# Stazione di Perca-Plan de Corones
La stazione di Perca-Plan de Corones (Bahnhof Percha-Kronplatz in tedesco) è una fermata ferroviaria posta sulla linea Fortezza-San Candido. Serve il centro abitato di Perca e il comprensorio sciistico di Plan de Corones mediante un'apposita cabinovia avente il proprio capolinea vallivo presso la ferrovia.

## Storia
Già denominata semplicemente Perca/Percha, assunse la nuova denominazione di "Perca-Plan de Corones" il 15 giugno 2014.

## Strutture e impianti
La fermata, in quanto tale, dispone di un solo binario passante. Il piano della banchina è allo stesso livello della pedana d'imbarco della cabinovia. Il centro abitato di Perca può essere raggiunto tramite un alto sovrappasso dotato di ascensore.

## Movimento
La fermata è servita dai treni regionali della relazione Fortezza - Sillian - Lienz, effettuati da SAD e da Trenitalia, con una frequenza di 30 minuti, che diventano 60 nei giorni festivi e sabato.

## Servizi
La stazione dispone di:
- Bar
- Biglietteria self service
- Sala d'attesa
- Servizi igienici

## Interscambi
Adiacente alla stazione è presente una fermata delle autolinee urbane e interurbane e una cabinovia, usata per collegare la stazione agli impianti sciistici di Plan de Corones.
- Fermata autobus
- Stazione taxi
- Fermata funivia